# 機械剛
機械剛（日文：メカニコング，英文為Mechani-Kong）是東寶特攝電影中出現的虛構機器人、以金剛外型為範本做出的機械怪獸。機械剛的第一次出場是1967年的《金剛的逆襲》。

## 登場電影
1. 《金剛的逆襲》（1967年）

## 機械剛資料
- 身長:20m
- 體重:1萬5000噸
- 登場電影:《金剛的逆襲》